# Рита Ли
Рита Ли Џонс (порт. Rita Lee Jones; 31. децембар 1947 — 8. мај 2023) била је бразилска рок певачица, композитор и писац. Бивши члан групе Os Mutantes. Такође је била борац за права животиња и веган. Њена аутобиографија Rita Lee: Uma Autobiografia постала је најпродаванија нефиктивна књига у Бразилу 2017. године. Продаја њених албума и синглова премашила је 55 милиона.

## Дискографија

### Соло албуми
- Build Up (1970)
- Hoje É o Primero Dia do Resto da Sua Vida (1972)
- Rita Lee (1979)
- Rita Lee (1980)
- Rita Lee em Bossa n Roll (1991)
- Todas as Mulheres do Mundo (1993)
- Santa Rita de Sampa (1997)
- 3001 (2000)
- Aqui, Ali, Em Qualquer Lugar (2001)
- Balacobaco (2003)
- Reza (2012)

### Са групом Os Mutantes
- Os Mutantes (1968)
- Mutantes (1969)
- A Divina Comédia ou Ando Meio Desligado (1970)
- Jardim Elétrico (1971)
- Mutantes e Seus Cometas no País do Baurets (1972)
- Tecnicolor (2000)

### Са групом Tutti Frutti
- Atrás do Porto Tem uma Cidade (1974)
- Fruto Proibido (1975)
- Entradas e Bandeiras (1976)
- Babilônia (1978)

### Са Робертом Де Карваљом
- Saúde (1981)
- Rita Lee e Roberto de Carvalho (1982)
- Baila Conmigo (1983)
- Bombom (1983)
- Rita e Roberto (1985)
- Flerte Fatal (1987)
- Zona Zen (1987)
- Rita Lee e Roberto de Carvalho (1990)